# Mussaenda borbonica
Mussaenda borbonica är en måreväxtart som beskrevs av Lapeyrere. Mussaenda borbonica ingår i släktet Mussaenda och familjen måreväxter. Inga underarter finns listade i Catalogue of Life.